# Урак (река, впадает в Охотское море)
Урак — река на Дальнем Востоке России в Хабаровском крае. Длина реки — 229 км. Площадь бассейна — 10 700 км². Располагается на территории Охотского района.
Река Урак начинается на западных склонах Уракского плато. Питание снеговое и дождевое. Дождевые паводки достигают значительных размеров. Впадает в Охотское море в 20 километрах юго-западнее Охотска. Река горная, с каменистым дном, в нижней части течения имеется невысокий, но очень мощный водопад.
В 1653 году на нём ушли под воду «хлебные запасы, и свинцы, и порохи, и казачьи оклады» служивых людей отряда Андрея Булыгина.
- Кетанда — крупнейший приток Урака, впадающий в него слева в 83 километрах от моря.